# Ikerion
Az ikerion olyan nagyobb, összetett ion, melyen egyszerre találhatók elektronhiányos (pozitív töltésű, kation jellegű) és elektrontöbblettel rendelkező (negatív töltésű, anion jellegű) részek is.
Az ikerionos állapot vizes oldatban alakulhat ki olyan szerves molekulán, melyen egyszerre található gyengén bázikus és gyengén savas jellegű csoport is. A savas csoport leadja protonját, a bázikus pedig felvesz egy protont, így mindketten ionos állapotba kerülnek. A savas csoport anionos, a bázikus kationos jellegű lesz. Az ikerionos állapot, mivel sav-bázis kölcsönhatások során jön létre, erősen pH-függő.
Ikeriont alkothatnak az aminosav-, a fehérje-, a foszfatid-, és a nukleotidmolekulák. A legjellemzőbb ikerionos állapotú részecskék a vízben oldott aminosav- és fehérjemolekulák. A glicin karboxilcsoportja protont ad le, így anionos, az aminocsoportja protont vesz fel, így kationos állapotba kerül. A glicinmolekulán így egyszerre lesznek pozitív és negatív elektromos töltésű részek, tehát ikerionos állapotba kerül.

A glicin (R = H) ikerionos állapota

Az ikerionos állapot megszüntethető a vizes oldatból való kivonással, ill. a pH változtatásával. Ha az oldathoz savat adunk (a pH-t csökkentjük), a karboxilcsoport protont vesz fel a savtól, így töltése elveszik. Ha az oldathoz lúgot adunk (a pH-t növeljük), az aminocsoport leadja protonját a lúgnak, így semlegesítődik. Mindkét esetben csak egyfajta ionos rész marad a molekulán, így elveszti ikerionos állapotát.

## Lásd még
Atom, ion, molekula, elektron, elemi részecskék, pH, hidrogén, anion, kation